# Laem Bang Bao
Pour la province de Thaïlande, voir Province de Trat.
Laem Bang Bao ou Bang Bao est une commune de l'est de la Thaïlande située sur l'île de Koh Chang. Elle se situe au sud de l'île, sur le Golfe de Thaïlande.

## Géographie

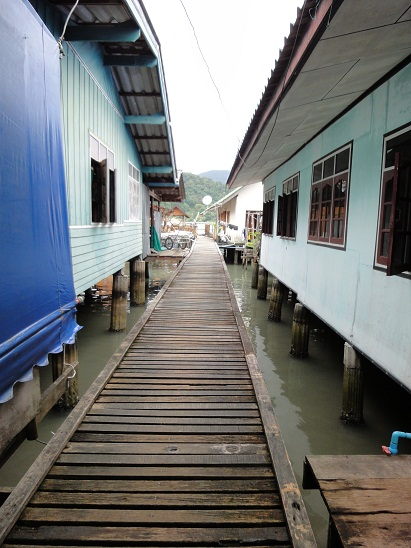
Le ponton de Laem Bang Bao en 2011.

La baie de Bang Bao (Aow Bang Bao) offre une protection naturelle contre la mer, se trouve au sud-ouest de l'île. Longue d'un kilomètre, d'une largeur identique, elle s'assèche presque entièrement à marée basse.
Le village se compose d'une unique rue bordée de maisons sur pilotis, qui s'avance dans la baie et se prolonge par le ponton d'amarrage des chalutiers. Des restaurants y proposent des poissons, des crustacés et autres produits de la mer, et il y a plusieurs boutiques de souvenirs.